# Пассаж (Киев)
Пасса́ж — торгово-жилое здание в Киеве в виде улицы-коридора, образованного двумя параллельными корпусами (нынешний адрес — улица Крещатик, 15).
Дата начала строительства — 1913 год, окончание строительства — 1914 год.

## План здания

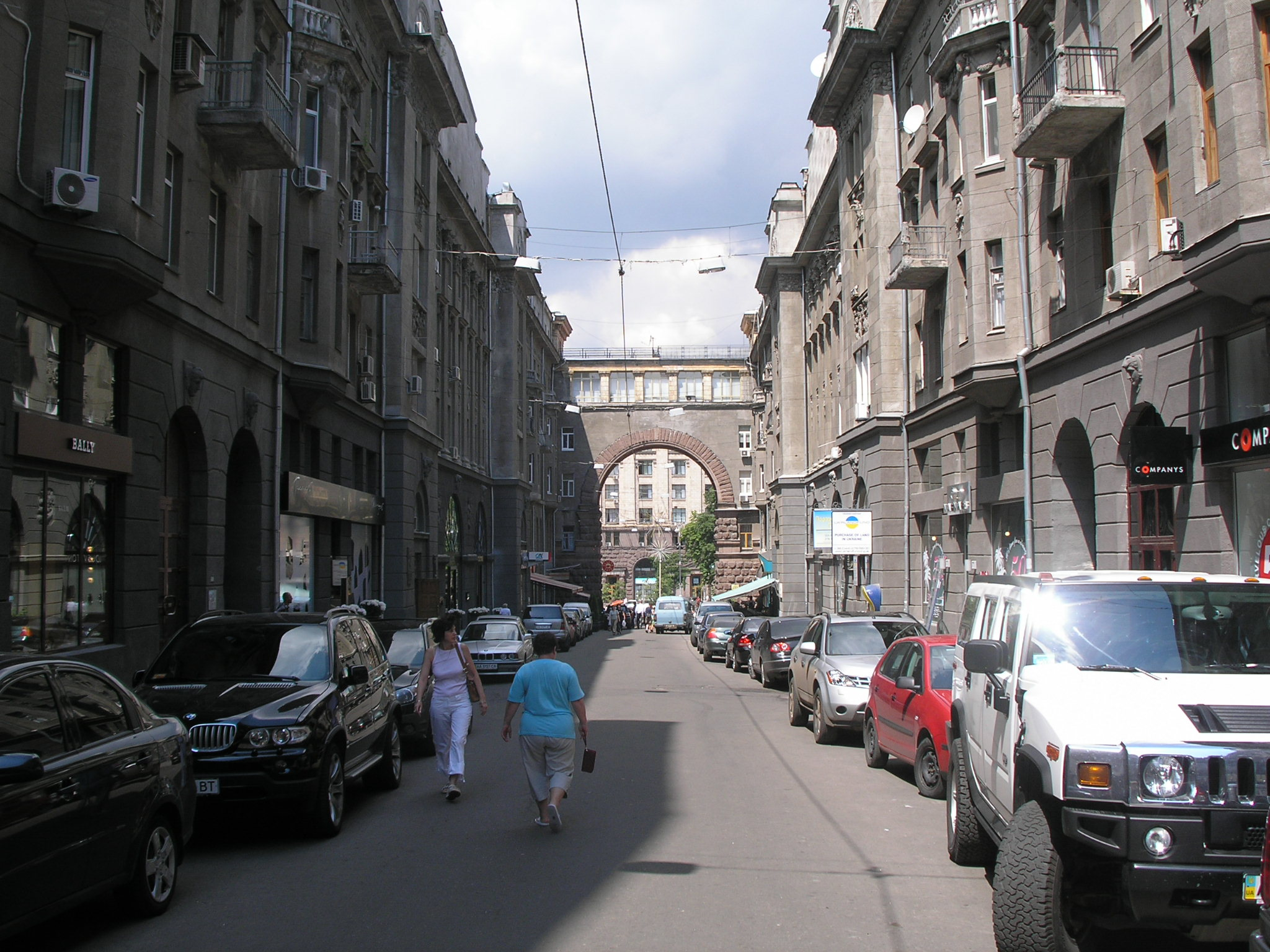
Киевский Пассаж

Здание пяти-, шестиэтажное (верхний этаж надстроен), с подвалом, кирпичное, оштукатуренное, главным фасадом повёрнутое в сторону проезда. Представляет собой тип открытого пассажа, который состоит из двух параллельных корпусов, соединённых торцевыми объёмами с арковыми проездами.
На первых этажах находятся торговые залы, верхние этажи — жилые, имеют секционную структуру. Центр фасада повёрнутого к Крещатику объёма фланкирован двумя прямоугольными ризалитами с пилястрами коринфского ордера, а завершён плоским ступенчатым щипцом. Объём, прилегающий к улице Марии Заньковецкой, имеет трёхсекционную симметричную структуру фасада, центр которого выделен раскреповкой с треугольным щипцом и большой полукруглой нишей над окнами пятого этажа. Боковые части расчленены эркерами гранчатой формы с балконами. Фасады объединены межэтажными карнизами и рустовкой первых этажей. Торговые помещения выделены большими арочными прорезами-витринами. Выразительные гладенькие плоскости стен дополнены рельефными вставками — маскаронами, гирляндами, фигурными композициями. Боковой фасад, обращённый на улицу Архитектора Городецкого, на уровне третьего-пятого этажей выделен колоннадой коринфского ордера.

## История

### Предыстория
На границе XIX-XX столетий усадьбу Штифнера, располагавшуюся на месте нынешнего Пассажа, приобрело за 1,5 миллиона рублей Страховое общество «Россия». На купленной земле, площадью 1 га, общество решило возвести большой бизнес-центр с магазинами на первом этаже, офисами — на верхних, а также квартирами, которые можно сдавать в аренду. Для реализации замысла был приглашён киевский архитектор Павел Андреев.

### Строительство
Учитывая специфические размеры усадьбы, которая напоминала узкий вытянутый прямоугольник, Андреев предложил возвести два параллельных корпуса, создав между ними улицу-коридор, а фасады — украсить оригинальными лепными фигурами. В линию Пассажа архитектор внёс едва заметный излом.
Строительство началось в 1913 году от Меринговской улицы (ныне — улица Марии Заньковецкой) в направлении Крещатика. За год удалось построить приблизительно две трети запланированного — по проекту, Пассаж должен был выходить непосредственно на Крещатик, который в те времена был значительно уже, чем сейчас. Возводили здание в стиле неоклассицизма. Но Первая мировая война помешала строительству. Помимо прочего, не успели соорудить и арку входа в Пассаж со стороны Крещатика. Благодаря этому здание (по улице Крещатик, 25), которое должно было быть для этого разобрано, просуществовало до 1941 года. Существовал также проект установления большой стеклянной крыши над Пассажем сложной инженерной конструкции.
Первые этажи незаконченного здания занимали магазины (для них построили большие окна арочного типа), на верхних этажах, разделённых на секции, располагались квартиры и конторы предприятий.

### Войны
Когда летом 1920 года Красная Армия, выбив из Киева польские войска, установила в городе советскую власть, уже не было ни страхового общества «Россия» (большевики всё национализировали), ни царского рубля, ни подрядной конторы, которая возводила Пассаж. Поэтому здание простояло незавершённым до Великой Отечественной войны. А осенью 1941 года было взорвано вместе с большинством домов на Крещатике.

### Вторая половина XX столетия
После войны здание решили реконструировать, хотя была идея ликвидировать его совсем. Фасады отреставрировали по проекту архитектора Александра Малиновского (1948—1950). К торцам старого здания пристроили 6-этажное здание с большой аркой (архитекторы Александр Власов, Анатолий Добровольский и Борис Приймак, 1949—1951 годы).
Небольшой фонтан перед аркой появился уже в 1990-е годы.
Около трёх десятилетий в Пассаже размещалась популярная в городе «Аптека матери и ребёнка», а также большой двухэтажный книжный магазин детской и учебной литературы «Смена» с большими окнами на втором этаже. На нижних этажах до 1980-х годов размещался комплекс магазинов «Детский мир», на верхних — квартиры.
В процессе реконструкции внутренняя планировка здания-улицы претерпела существенные изменения. Верхние этажи были переделаны под квартиры для элиты республики — преимущественно, творческой. Тут поселились известные певцы, писатели, композиторы, архитекторы, режиссёры, артисты, врачи — многим из них ныне установлены мемориальные доски возле подъездов, в которых они жили.
А вот фасады Пассажа были восстановлены соответственно оригиналу. В своё время среди киевлян ходили легенды про то, что именно на них изображено: на здании можно увидеть гирлянды, гербы, черепа быков, ангелов, ночных сов, жезлы Меркурия, головы баранов с подвешенными к рогам ананасами, фигуры обнимающихся мужчины и женщины, играющихся со львом и львицей детей.
Разгадку нашёл в 1970-е годы писатель Виктор Некрасов, житель Пассажа. Он заявил:
По мысли Некрасова, амфоры с вином символизируют банкет, весёлость; голые русалки — соблазн; ананасы, бараньи головы — достаток; Меркурий — торговлю; ночные совы с распростёртыми крыльями — мудрость и осмотрительность.

## Современность

Памятник архитектору Городецкому в Пассаже

Ныне на первых двух этажах Пассажа размещены магазины, кафе и рестораны. На верхних — офисы и квартиры.
На здании установлены мемориальные доски в честь известных людей, которые в нём проживали:оперных певцов Бориса Гмыри и Михаила Гришко, врача-терапевта Анатолия Михнёва, писателей Ивана Неходы и Виктора Некрасова. А в коридоре-улице между двумя корпусами зданий открыли памятник архитектору Владиславу Городецкому, который был частым посетителем кофеен Пассажа.
В 2004 году Киевская городская государственная администрация (КГГА) планировала ремонт Пассажа, но местные жители выступили против. Они опасались, что, под видом покраски фасада, над Пассажем надстроят новые этажи.
В июле 2009 года в КГГА заявили о плане вернуть Пассажу внешний вид 1940-1950-х годов. Планируется восстановить лепнину, на которой были изображены герои древнеримских мифов. Также планируется подкрасить фасады, отремонтировать инженерные коммуникации и установить новые фонари.

## Аллея звёзд
У входа в Пассаж со стороны Крещатика расположена Аллея звёзд, на которой установлены 17 звёзд известных украинских деятелей культуры и спорта:
Анатолий Авдиевский;
Олег Блохин;
Сергей Бубка;
Михаил Воронин;
Дмитрий Гнатюк;
Василий Зинкевич;
Иосиф Кобзон; (в 2015 году доска демонтирована)
Игорь Крутой; (в 2015 году доска демонтирована)
Лариса Латынина;
Евгения Мирошниченко;
Владимир Моисеенко и Владимир Данилец;
Тарас Петриненко;
Таисия Повалий; (в 2015 году доска демонтирована)
Ада Роговцева;
София Ротару;
Богдан Ступка;
Ян Табачник.